# (37890) 1998 FY59
1998 FY59 (asteroide 37890) é um asteroide da cintura principal. Possui uma excentricidade de 0.02908520 e uma inclinação de 3.21797º.
Este asteroide foi descoberto no dia 20 de março de 1998 por LINEAR em Socorro.